# Campionato svizzero di calcio a 5
Il campionato svizzero di calcio a 5 è posto sotto l'egida dell'Associazione Svizzera di Football ed è suddiviso in leghe. La Swiss Futsal Premier League è il massimo campionato calcio a 5 della Svizzera per importanza ed è seguito per gerarchia dalla Lega Nazionale A e dalla Lega Nazionale B.

## Divisioni
| Livello           | Divisione                             | Divisione                             | Divisione                             | Divisione                              | Divisione                              | Divisione                              |
| ----------------- | ------------------------------------- | ------------------------------------- | ------------------------------------- | -------------------------------------- | -------------------------------------- | -------------------------------------- |
| 1 Lega amatoriale | Swiss Futsal Premier League 8 squadre | Swiss Futsal Premier League 8 squadre | Swiss Futsal Premier League 8 squadre | Swiss Futsal Premier League 8 squadre  | Swiss Futsal Premier League 8 squadre  | Swiss Futsal Premier League 8 squadre  |
| 2 Lega amatoriale | Lega Nazionale A Gr. est - 8 squadre  | Lega Nazionale A Gr. est - 8 squadre  | Lega Nazionale A Gr. est - 8 squadre  | Lega Nazionale A Gr. ovest - 8 squadre | Lega Nazionale A Gr. ovest - 8 squadre | Lega Nazionale A Gr. ovest - 8 squadre |
| 3 Lega amatoriale | Lega Nazionale B Gr. 1 - 8 squadre    | Lega Nazionale B Gr. 2 - 8 squadre    | Lega Nazionale B Gr. 3 - 8 squadre    | Lega Nazionale B Gr. 4 - 8 squadre     | Lega Nazionale B Gr. 5 - 8 squadre     | Lega Nazionale B Gr. 6 - 8 squadre     |

## Evoluzione del campionato svizzero
|             | 2004 - 2006                                 | 2006 - 2007      | 2007 - 2012      | dal 2012                    |
| ----------- | ------------------------------------------- | ---------------- | ---------------- | --------------------------- |
| I livello   | Lega Nazionale A (campionato non ufficiale) | Lega Nazionale A | Lega Nazionale A | Swiss Futsal Premier League |
| II livello  |                                             |                  | Lega Nazionale B | Lega Nazionale A            |
| III livello |                                             |                  |                  | Lega Nazionale B            |